# ژیژاویتسا
ژیژاویتسا (به صربی: Žižavica) یک منطقهٔ مسکونی در صربستان است که در لسکواس واقع شده‌است. ژیژاویتسا ۱۸۹ نفر جمعیت دارد.